# Nguyễn Công Nhật
Nguyễn Công Nhật (sinh ngày 12 tháng 5 năm 1993) là một cầu thủ bóng đá chuyên nghiệp người Việt Nam, hiện đang thi đấu ở vị trí hậu vệ cho câu lạc bộ Hà Nội theo dạng cho mượn từ SHB Đà Nẵng tại V.League 1.

## Tiểu sử và sự nghiệp
Nguyễn Công Nhật sinh ra tại xã Vinh Thanh, huyện Phú Vang, tỉnh Thừa Thiên Huế. Anh gia nhập đội trẻ của lò đào tạo bóng đá Huế từ năm 10 tuổi và gắn bó với câu lạc bộ này suốt 15 năm, từ 2003 đến 2018. Khi còn ở đội trẻ anh đã từng vô địch Hội khỏe Phù Đổng 2004, HCV U13 toàn quốc, HCĐ U15, HCĐ U17 toàn quốc và đã cùng đội bóng U-21 Sông Lam Nghệ An vô địch giải bóng đá U21 báo Thanh Niên năm 2014 khi anh được CLB Huế cho đội bóng trẻ Sông Lam mượn.
Trước khi gia nhập SHB Đà Nẵng, Nguyễn Công Nhật là một trong những trụ cột của câu lạc bộ Huế thi đấu tại Giải hạng Nhất quốc gia trong giai đoạn 2015–2018. Mùa giải 2018, anh được bầu chọn là Cầu thủ xuất sắc nhất của đội bóng Cố đô.
Khi hợp đồng với CLB Huế đáo hạn, Năm 2018, Công Nhật quyết định đi tìm thử thách mới khi gia nhập SHB Đà Nẵng. Tại đây, anh đã có 6 mùa giải liên tiếp chấn giữ hành lang trái đội bóng áo cam với 114 trận đấu, ghi được 2 bàn thắng cùng 7 pha kiến tạo cho đồng đội lập công.
Ngày 23 tháng 7 năm 2025, câu lạc bộ Hà Nội thông báo Nguyễn Công Nhật gia nhập đội bóng với bản hợp đồng cho mượn có thời hạn 1 năm từ đội bóng sông Hàn.

## Phong cách thi đấu
Ngoài vị trí sở trường là hậu vệ cánh trái, Công Nhật còn có thể thi đấu tốt ở vị trí trung vệ.